# Temperatura seca
La temperatura seca de l'aire, simplement temperatura seca, és la temperatura de l'aire, prescindint de la radiació calorífica dels objectes que envolten aquest ambient i dels efectes de la humitat relativa i de la velocitat de l'aire.
Es pot obtenir amb el termòmetre de mercuri, ja que el seu bulb, reflectant i de color blanc brillant, se suposa que no absorbeix la radiació. Es fa servir sovint en la construcció en determinats climes. Nall observa que es tracta d'una de les variables climàtiques més importants per a l'eficiència energètica dels edificis i per a la comoditat dels éssers humans.